# 哈薩克斯坦 (電視頻道)
哈薩克斯坦（哈薩克語：Qazaqstan）是哈薩克斯坦廣播電視公司一條於1958年開播的電視頻道，為該國首條和最具歷史的電視頻道。這條頻道播放新聞、音樂、綜藝、文化以及電視劇等各類節目，而其總部則設在首都阿斯塔納。